# 喬治·格倫維爾
乔治·格伦维尔（英語：George Grenville，1712年10月14日—1770年11月13日）是一位英国辉格党政治家，官至英国首相。格伦维尔出生于一个有影响力的政治家庭，并于1741年代表白金汉首次进入议会。
1754年，格伦维尔就任海军司库，直到1761年他曾两次担任该职位。1761年10月，他选择留在政府并接受了下议院领袖的职务，这与他的姐夫，已辞职的政治盟友威廉·皮特产生了裂痕。格伦维尔随后被新任首相比特伯爵任命为北方部国务大臣和第一海军大臣。 1763年4月8日，比特伯爵辞职，格伦维尔就任首相。他的政府试图控制公共支出，并奉行强硬的外交政策。他最著名的政策是印花税法，这是一项在英国长期存在的税收，格伦维尔将其扩展到美国殖民地，但在英属美洲引起了广泛的反对，后来该法案被废除。格伦维尔与他的同僚和国王的关系越来越紧张，1765年他被乔治三世解职，被罗金汉侯爵取代。在他生命的最后五年里，格伦维尔与皮特公开和解。

格伦维尔的纹章

## 早年生活
乔治·格伦维尔于1712年10月14日出生在沃顿之家。他是理查德·格伦维尔和赫斯特·坦普尔（后来的伯爵夫人）的第二个儿子。他是格伦维尔家的五个兄弟之一，五人后来都成为了国会议员。他的妹妹海丝特·格伦维尔嫁给了政治领袖威廉·皮特。他的哥哥是理查德·格伦维尔，后来的第二代坦普尔伯爵。他的父母打算让乔治·格伦维尔成为一名律师。格伦维尔曾在伊顿公学和牛津基督堂学院接受教育，并于1736年获得律师资格。

## 政治

### 初入议会

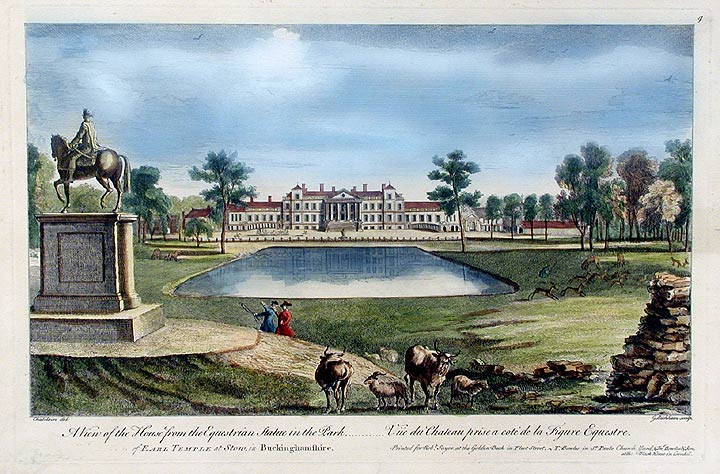
斯托庄园，科巴姆派的政治基地。1749年，庄园的所有权传给了格伦维尔的兄弟理查德

1741年，格伦维尔作为代表白金汉的两位议员之一进入议会，并在接下来的二十九年中继续代表该行政区，直到他去世。由于反对党的不确定性，他放弃了看似有前途的法律职业，这让他感到失望。
在议会中，他加入了反对罗伯特·沃波尔爵士的“爱国男孩”党。他得到了科巴姆勋爵的赞助，科巴姆勋爵是一个派系的领袖，该派系包括乔治·格伦维尔、他的兄弟理查德、威廉·彼得和乔治·利特尔顿，后来被称为科巴姆的孩子。

### 入阁
1744年12月，格伦维尔成为亨利·佩勒姆内阁中的海军大臣。他与他的兄弟理查德和威廉·彼得（1754年成为他的姐夫）结盟，通过反抗首相的权威和阻碍政策迫使佩勒姆提升他们的地位。1747年6月，格伦维尔成为财政部长。
1754年，格伦维尔被任命为海军和枢密院财务主管。1755年，他与皮特和其他几位同事在就最近与俄罗斯签订的一项补贴条约的辩论中发表讲话并投票反对政府后被解职，他们认为该条约成本过高，并可能将英国卷入欧洲大陆的争端。反对参与欧洲事务是爱国辉格党思想的基石。
格伦维尔和彼得加入反对派，与纽卡斯尔政府争论不休。格伦维尔和彼得都支持组建英国民兵以提供额外的防护，而不是部署政府青睐的黑森雇佣军。由于失去米诺卡岛后军事局势恶化，政府变得越来越虚弱，直到1756年秋天被迫总辞。

## 老彼得政府

### 海军司库
彼得在政府垮台后组成了由德文郡公爵领导的政府。格伦维尔回到了他的海军司库职位上，这让他非常失望，因为他一直期待着获得更有声望和更有利可图的职位。这加深了格伦维尔对彼得的不满，他认为彼得和其他人轻视自己，不让他获得更高的职位，将官职给了他认为没有比他更有才华的人。从那时起，格伦维尔对彼得的怨恨越来越深，与反对彼得的威尔士亲王和他的顾问比特勋爵越来越亲近。
1758年，作为海军司库，格伦维尔提出并实施了一项法案，该法案建立了一个更公平的制度，在海上支付海员的工资并让他们可以养家糊口，该法案因其人性化及有效性而受到广泛称赞。在英国取得胜利的岁月里，格伦维尔一直在政府任职。然而，他7岁的儿子在长期患病后去世，格伦维尔一直在沃顿的乡间别墅陪伴他的儿子，很少来伦敦。
1761年，老彼得因与西班牙的战争问题而辞职，随后格伦维尔在比特勋爵的政府中担任下议院领袖。格伦维尔的新角色被视为政府试图让与彼得有密切联系的人担任要职，以防止彼得及其支持者抨击政府。然而，这很快导致了格伦维尔和彼得之间的冲突。格伦维尔也被视为合适的候选人，因为他以诚实着称，这意味着他在独立议员中赢得了爱戴和尊重。

### 北方部大臣

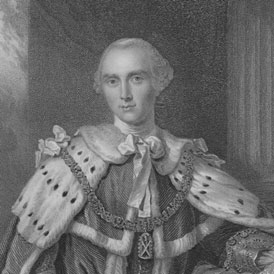
比特伯爵，1762年至1763年间担任首相，格伦维尔在他手下任职，后来继任首相

1762年5月，格伦维尔被任命为北方大臣，他在与法国和西班牙的谈判中采取了越来越强硬的立场，旨在结束七年战争。
格伦维尔要求更大的补偿以换取英国战胜的回报，而比特则倾向于一个更慷慨的立场，这最终形成了巴黎条约的基础。尽管如此，格伦维尔现在已经与比特站在一起，与他以前的政治盟友则逐渐疏远，后者在反对和平条约方面的声音比他还大。10月，格伦维尔被任命为第一海军大臣。亨利·福克斯则接任下议院领袖，并迫使议会通过和平条约。
比特的地位在随后的时间里越来越脆弱，因为他极不受欢迎，这导致他多次向乔治三世提出辞呈。乔治三世勉强接受了比特的辞职并接受了格伦维尔作为继承人，尽管国王个人不喜欢他。1763年4月，格伦维尔成为第一财政大臣兼财政大臣。

## 首相
格伦维尔就任首相的第一件事是起诉约翰·威尔克斯，因为他在报纸上发表了一篇文章，嘲笑乔治三世国王于1763年4月23日发表的演讲。威尔克斯因“煽动诽谤”被起诉，并在与格伦维尔的支持者塞缪尔·马丁决斗后逃往法国。威尔克斯后来担任米德尔塞克斯选区议员并连任。他不断被议会拒绝进入议会，并被历届政府证明是一个问题。
由于英国正试图从七年战争的损失中恢复，且现在迫切需要为美国殖民地的英国军队提供资金，格伦维尔最紧迫的任务是恢复国家的财政状况。他还必须应对1763年在北美爆发的庞蒂亚克叛乱的后果。政府的突出措施包括起诉约翰·威尔克斯和通过1765年印花税法，这导致了美国殖民地与英国之间疏远的开端。

### 印花税法

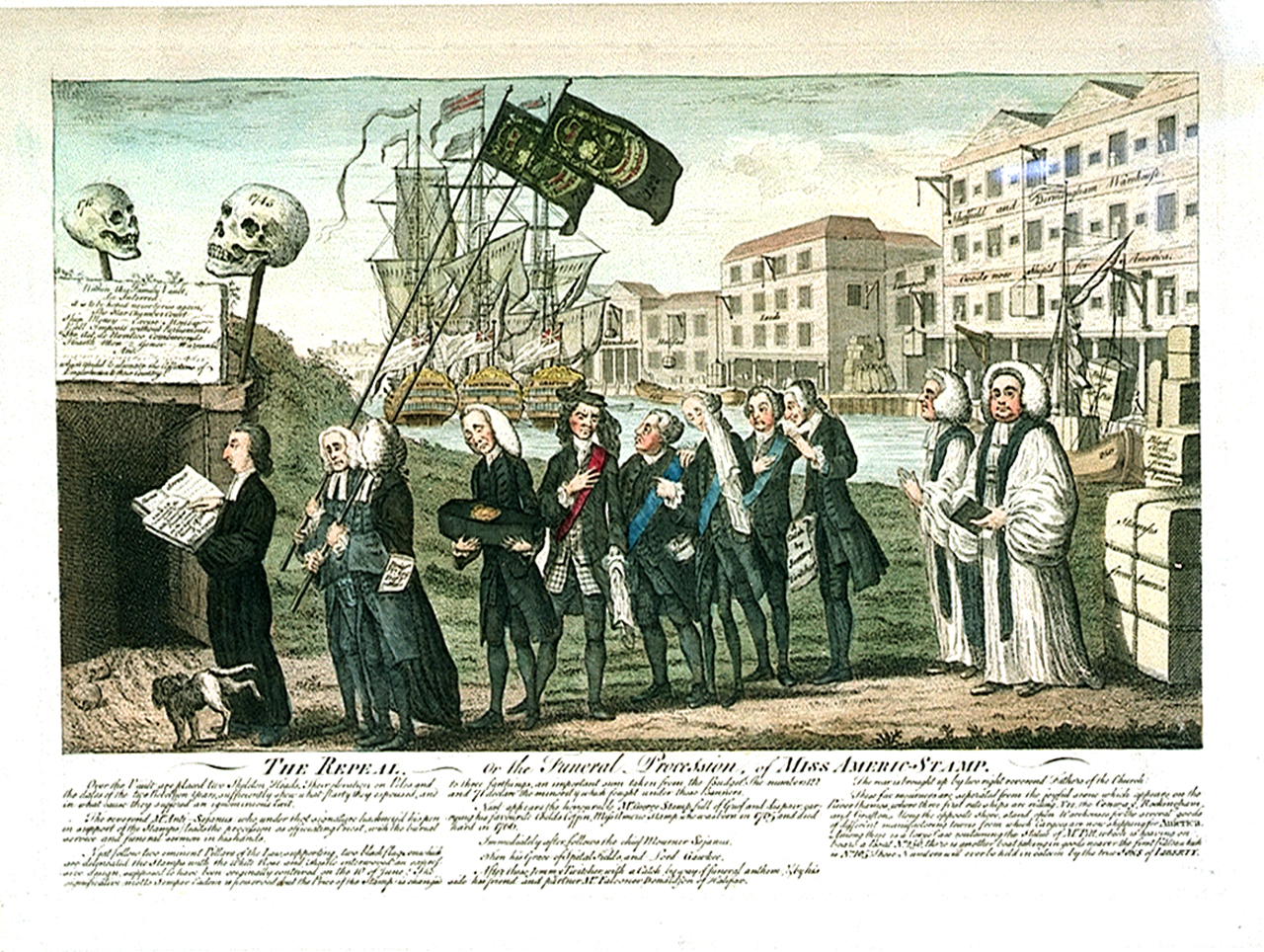
将废除印花税法描绘成一场葬礼的漫画，格伦维尔抬着一个孩子的棺材，上面标有“美国印花小姐生于1765年，死于1766年”（骷髅指的是1715年和1745年的苏格兰叛乱）

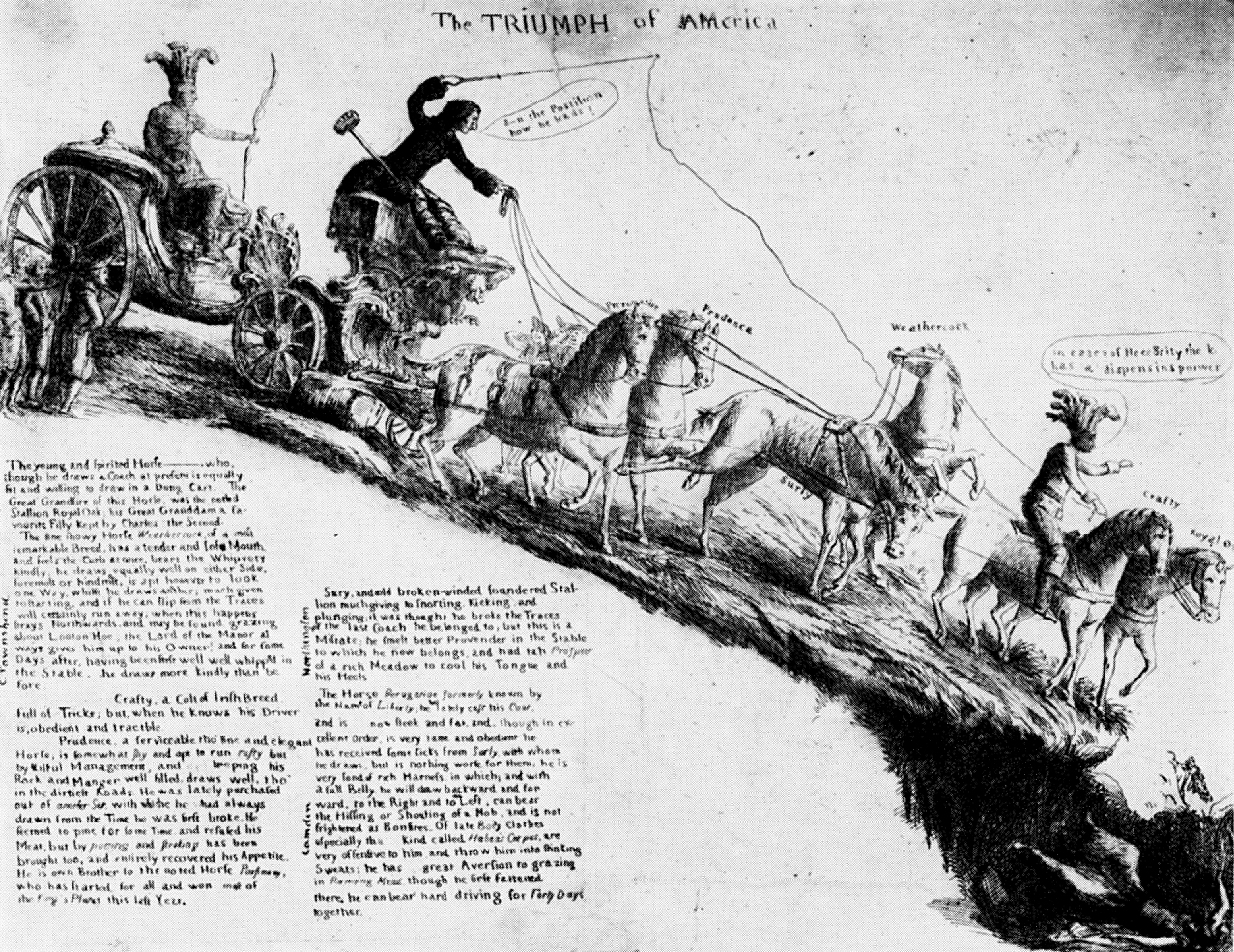
关于废除印花税法的英文报纸

格伦维尔政府的一项更为突出的措施发生在1765年3月，当时格伦维尔起草了该年11月颁布的《印花税法》。这是对美国殖民地征收的一项专属税，要求文件和报纸必须印在来自伦敦印有印花税票的纸上，并且必须用英国货币支付。该法案引起了普遍的公愤，并导致了整个美国殖民地的公开抗命行为和骚乱。

### 对外政策
在与西班牙和法国的争端中，格伦维尔通过部署后来被称为“炮舰外交”的方式成功地维护了英国的利益。在他执政期间，由于英国未能与其他主要欧洲大国建立联盟，英国的国际孤立加剧，随后的政府无法扭转这种局面，导致英国在美国独立战争期间在没有主要盟友的情况下与数个国家作战。

### 解职
乔治三世试图通过组阁权来诱使皮特重掌政府，但没有成功，最后求助于罗金汉侯爵。当罗金汉同意接受公职时，国王于1765年7月将格伦维尔解职。格伦维尔此后再也没有担任公职。
格伦维尔“温柔的牧羊人”的绰号是因为他在1763年苹果酒法案的辩论中一遍又一遍地问，如果不在苹果酒上征税的话，政府应该“在哪里”征收新税，这让众议院感到厌烦。老彼得则吹着当时博伊斯的流行曲调“温柔的牧羊人，告诉我在哪里”，引来议员们的大笑。虽在议会方面的知识或对行政细节的掌握上无人能超越他，但在处理人事和事务上，格伦维尔却欠缺机智。

## 后期事业
在1766年至1768年间积极反对由彼得领导的查塔姆内阁后，格伦维尔在他人生的最后几年成为了一位老派的政治家——试图避免与下议院的任何派系或政党有联系。他在1768年大选中监督他的核心支持者群体的连任。他的追随者包括罗伯特·克莱夫和乔治·萨克维尔勋爵。
1768年末，他与彼得和解，两人再次联手，重新恢复了在1761年彼得辞去政府职务时破裂的伙伴关系。
格伦维尔以叛国罪和煽动罪起诉了约翰·威尔克斯和印刷商和作者，因为他们发表了一篇关于乔治三世国王最近在周刊《北不列颠》中的演讲的社论。在败诉后，格伦维尔失去了公众的青睐，公众认为该行为是政府试图压制或控制媒体。
尽管个人反对威尔克斯，但格伦维尔认为政府试图禁止他进入下议院是违宪的，并原则上反对。
在1768年法国入侵科西嘉岛之后，格伦维尔主张英国支持科西嘉共和国。格伦维尔批评格拉夫顿政府未能进行干预，他认为这种弱点会鼓励法国人。他认为：“惧怕战争，你会让战争不可避免”。
1770年，格伦维尔不顾政府的强烈反对，将一项关于有争议的选举结果的法案（18世纪的一个主要问题）纳入法律。
格伦维尔于1770年11月13日去世，享年58岁。他的追随者团体在他死后分裂，有一些人加入了诺斯勋爵的政府。从长远来看，格伦维尔派被小威廉·皮特复兴，他从1784年起担任首相，并主导英国政坛，直到1806年去世。格伦维尔的儿子威廉·格伦维尔后来短暂担任首相。格伦维尔被埋葬在白金汉郡的沃顿安德伍德。
乔治·格伦维尔的尸检由约翰·亨特进行，他在他的收藏中保留了标本，后来亨特的收藏组成了亨特博物馆。随后英国皇家外科学院对这些标本的分析表明，乔治·格伦维尔在去世时患有多发性骨髓瘤。

## 遗产
格伦威尔是英国历史上为数不多，从未受封贵族的首相之一（其他包括亨利·佩勒姆、小威廉·皮特、亨利·坎贝尔-班纳曼、博纳尔·劳、拉姆齐·麦克唐纳、内维尔·张伯伦、温斯顿·丘吉尔、乔治·坎宁、斯宾塞·珀西瓦尔、威廉·格莱斯顿、爱德华·希思、约翰·梅杰、托尼·布莱尔、戈登·布朗、戴维·卡梅伦、特蕾莎·梅、鲍里斯·约翰逊和莉兹·特拉斯) 。

## 家庭生活
1749年，格伦维尔与威廉·温德姆爵士的女儿、萨默塞特公爵的孙女伊丽莎白·温德姆（1719 - 1769年12月5日）结婚。萨默塞特本人不赞成他们的婚姻，因此在遗嘱中只给伊丽莎白留下了一小笔钱。
这对夫妇有四个儿子和四个女儿。
1. 理查德·格伦维尔（Richard Grenville，卒于1759年），早逝
2. 第一代白金汉侯爵乔治·纽金特-坦普尔-格伦维尔（1753年6月17日 - 1813年2月11日），第一代白金汉和钱多斯公爵的父亲
3. 夏洛特·格伦维尔（约1754 – 1830年9月29日），于1771年12月21日与沃特金·威廉姆斯-永利爵士（1749–1789）结婚
4. 托马斯·格伦维尔（1755年12月31日 - 1846年12月17日），国会议员和藏书家，未婚去世
5. 伊丽莎白·格伦维尔（1756年10月24日 - 1842年12月21日），于1787年4月12日与第一代卡里斯福特伯爵约翰·普罗比结婚
6. 第一代格伦维尔男爵威廉·格伦维尔（1759年10月25日 - 1834年1月12日），英国首相
7. 凯瑟琳·格伦维尔（1761-1796年11月6日）
8. 海丝特·格伦维尔（约1767年 - 1847年11月13日），于1782年5月10日与第一代福蒂斯库伯爵休·福蒂斯库结婚